# World Series of Poker 2002
Le World Series of Poker 2002 furono la trentatreesima edizione della manifestazione. Si tennero dal 19 aprile al 28 maggio presso il casinò Binion's Horseshoe di Las Vegas.
Il vincitore del Main Event fu Robert Varkonyi.

## Eventi preliminari
| Evento                                           | Vincitore             | Premio   | Ultimo giocatore eliminato |
| ------------------------------------------------ | --------------------- | -------- | -------------------------- |
| $500 Casino Employee's Limit Hold'em             | David Warga           | $47.300  | Leon Wheeler               |
| $2.000 Limit Hold'em                             | Mike Majerus          | $407.120 | David Chiu                 |
| $1.500 Omaha Hi-Lo Split                         | Perry Friedman        | $176.860 | Greg Mascio                |
| $2.000 No Limit Hold'em                          | Layne Flack           | $303.880 | Tom Jacobs                 |
| $1.500 Seven card stud                           | Phil Ivey             | $132.000 | Toto Leonidas              |
| $1.500 Limit Omaha                               | John Cernuto          | $73.320  | Randy Holland              |
| $1.500 Seven Card Stud Hi-Lo Split               | Paul Clark            | $125.200 | Andrew Prock               |
| $1.500 Pot Limit Omaha                           | Jack Duncan           | $192.560 | Lindy Chambers             |
| $2.500 No Limit Hold'em Gold Bracelet Match Play | Johnny Chan           | $34.000  | Phil Hellmuth              |
| $2.000 H.O.R.S.E.                                | John Hennigan         | $117.320 | Ben Tang                   |
| $2.000 Pot Limit Hold'em                         | Jay Sipelstein        | $150.240 | Barny Boatman              |
| $2.500 Seven Card Stud                           | Dan Torla             | $115.600 | Bill Gibbs                 |
| $3.000 Limit Hold'em                             | John Hom              | $174.840 | Benny Wan                  |
| $1.500 Razz                                      | Billy Baxter          | $64.860  | Chico Flynn                |
| $2.500 Pot Limit Omaha                           | Jan Vang Sørensen     | $185.000 | Brent Carter               |
| $2.500 Seven Card Stud Hi-Lo                     | Phil Ivey             | $118.440 | Sirous Baghchehsaraie      |
| $3.000 Pot Limit Hold'em                         | Fred Berger           | $197.400 | Chris Ferguson             |
| $1.500 Ace to Five Lowball                       | Thor Hansen           | $62.600  | Brian Nadell               |
| $1.500 No Limit Hold'em                          | Layne Flack           | $268.020 | Johnny Chan                |
| $2.500 Omaha Hi-Lo Split                         | Eddie Fishman         | $135.360 | Doug Saab                  |
| $1.500 Pot Limit Hold'em                         | John McIntosh         | $177.380 | Mel Weiner                 |
| $5.000 Seven Card Stud                           | Qushqar Morad         | $172.960 | Steven Banks               |
| $2.000 S.H.O.E.                                  | Phil Ivey             | $107.540 | Diego Cordovez             |
| $5.000 Limit Hold'em                             | Jennifer Harman       | $221.440 | Brian Green                |
| $1.500 Limit Hold'em Shootout                    | Joel Chaseman         | $96.400  | Gene Timberlake            |
| $1.000 Ladies' Championship                      | Catherine Brown       | $39.880  | Marie Sohn                 |
| $5.000 Pot Limit Omaha                           | Robert Williamson III | $201.160 | Patrick Bruel              |
| $1.500 Limit Hold'em                             | Meng La               | $190.920 | Steve Kaufman              |
| $5.000 Omaha Hi-Lo Split                         | Mike Matusow          | $148.520 | Daniel Negreanu            |
| $3.000 No Limit Hold'em                          | Randal Heeb           | $367.240 | Sherman Burry              |
| $2.000 1/2 Hold'em 1/2 Stud                      | Dan Heimiller         | $108.300 | Ram Vaswani                |
| $5.000 Deuce to Seven Draw No Limit              | Allen Cunningham      | $160.200 | O'Neil Longson             |
| $1.000 Seniors' No Limit Championship            | Bill Swan             | $134.000 | Mike Sexton                |
| $1.500 Triple Draw Lowball Ace to Five           | John Juanda           | $49.620  | Paul Phillips              |

## Main Event
I partecipanti al Main Event furono 631. Ciascuno di essi pagò un buy-in di 10.000 dollari.

### Tavolo finale
| Piazzamento | Nome              | Premio     |
| ----------- | ----------------- | ---------- |
| 1°          | Robert Varkonyi   | $2.000.000 |
| 2°          | Julian Gardner    | $1.100.000 |
| 3°          | Ralph Perry       | $550.000   |
| 4°          | Scott Gray        | $281.480   |
| 5°          | Harley Hall       | $195.000   |
| 6°          | Russell Rosenblum | $150.000   |
| 7°          | John Shipley      | $125.000   |
| 8°          | Tony Duong        | $100.000   |
| 9°          | Minh Ly           | $85.000    |